# El canto de la alondra (novela)
El canto de la alondra (The song of the lark) es la tercera novela publicada por la escritora estadounidense Willa Cather en 1915. El canto de la alondra, con las novelas O Pioneers! (1913) y Mi Ántonia (1918) conforman una trilogía argumental sobre la colonización del oeste americano.

## Argumento
Narra la historia de Thea Kronborg, una chica de origen sueco nacida en Moonstone, Colorado, durante la colonización del oeste americano. La protagonista posee un gran talento musical y una voluntad indomable. La historia refleja la lucha de la protagonista contra las dificultades exteriores e interiores hasta llegar a triunfar en el mundo de la ópera como soprano wagneriana.
El título y la portada de la primera edición provienen de un cuadro con el mismo nombre que fue pintado en 1884 por Jules Breton. El cuadro aparece en el relato y tiene un papel en el crecimiento artístico de la protagonista.
Capítulos:
- Amigos de infancia
- El canto de la alondra
- Caras estúpidas
- El pueblo ancestral
- La aventura del doctor Archie
- Kronborg
- Epílogo

## Valoración
Los eruditos consideran que Willa Cather se inspiró en la diva sueca-americana Olive Fremstad. Aun así, la descripción de la lucha de un temperamento artístico contra la mediocridad y la toma de conciencia de la propia valía es tan certera que los expertos la consideran posiblemente autobiográfica. Tal vez por ese motivo la novela sea más larga que otras obras de Cather. Con prosa elegante, la autora se entretiene en la descripción de los paisajes y de unos personajes secundarios que son interesantes. La novela se acerca al nivel de otras obras más maduras como Mi Ántonia o La muerte llama al arzobispo. Cather presenta la idea que los artistas tienen una ética especial en lo que se refiere a los deberes con uno mismo. Este planteamiento se equilibra resaltando la importancia del trabajo y de la confianza que su madre y sus amigos depositan en Thea.